# Itamar Navildo Vian
Itamar Navildo Vian (Roca Sales, 27 agosto 1940) è un arcivescovo cattolico brasiliano.

## Biografia
Nato a Roca Sales nel 1940 viene ordinato sacerdote a 28 anni per l'Ordine dei frati minori cappuccini.
Il 29 dicembre 1983 viene eletto vescovo di Barra.
Il 22 febbraio 1995 viene nominato vescovo di Feira de Santana.
A seguito dell'elevazione della diocesi di Feira de Santana ad arcidiocesi metropolitana, il 16 gennaio 2002 ne diventa il primo arcivescovo metropolita.

## Genealogia episcopale e successione apostolica
La genealogia episcopale è:
- Cardinale Scipione Rebiba
- Cardinale Giulio Antonio Santori
- Cardinale Girolamo Bernerio, O.P.
- Arcivescovo Galeazzo Sanvitale
- Cardinale Ludovico Ludovisi
- Cardinale Luigi Caetani
- Cardinale Ulderico Carpegna
- Cardinale Paluzzo Paluzzi Altieri degli Albertoni
- Papa Benedetto XIII
- Papa Benedetto XIV
- Papa Clemente XIII
- Cardinale Marcantonio Colonna
- Cardinale Giacinto Sigismondo Gerdil, B.
- Cardinale Giulio Maria della Somaglia
- Cardinale Carlo Odescalchi, S.I.
- Vescovo Eugène de Mazenod, O.M.I.
- Cardinale Joseph Hippolyte Guibert, O.M.I.
- Cardinale François-Marie-Benjamin Richard de la Vergne
- Cardinale Pietro Gasparri
- Cardinale Carlo Chiarlo
- Cardinale Alfredo Vicente Scherer
- Arcivescovo João Cláudio Colling
- Arcivescovo Itamar Navildo Vian, O.F.M.Cap.

La successione apostolica è:
- Vescovo José Edson Santana de Oliveira (1996)
- Vescovo Giovanni Crippa, I.M.C. (2012)
- Vescovo Jailton de Oliveira Lino, P.S.D.P. (2018)